# Ficus ridleyana
Ficus ridleyana är en mullbärsväxtart som beskrevs av C.C.Berg och Chantaras.. Ficus ridleyana ingår i släktet fikonsläktet, och familjen mullbärsväxter. Inga underarter finns listade i Catalogue of Life.